# Socialni dialog
Socialni dialog so vse vrste pogajanj, posvetovanj ali preprosto izmenjava informacij med predstavniki vlad, delodajalcev in delojemalcev glede vprašanj splošnega interesa, ki so povezana z gospodarsko in s socialno politiko. Lahko je tristranski, v katerega je vlada uradno vključena, ali pa dvostranski, torej poteka samo med delavci in vodstvom (ali sindikati in združenji delodajalcev). Proces socialnega dialoga je lahko bodisi neformalen bodisi institucionaliziran. Lahko je medpanožni, panožni ali kombinacija obeh. Lahko poteka na mednarodni, državni, regionalni ali podjetniški ravni.

## Definicije

### Socialni konflikt in socialni mir
Na trgu dela se glede deleža pri razdelitvi ustvarjene nove vrednosti soočata interesa delodajalca (dobiček) in delojemalcev (ustrezno plačilo za opravljeno delo). Socialni konflikt je spopad dveh ali več udeležencev z nasprotujočimi si cilji, ki se trudita/jo uporabiti svojo socialno moč za dosego lastnega cilja oziroma da bi preprečili nasprotni strani doseganje njenega cilja. Socialna moč delodajalca temelji na lastnini produkcijskih sredstev. Socialna moč delojemalcev temelji na škodi, ki jo lahko povzroči organizirana prekinitev dela oziroma stavka.  Delodajalce je mogoče prisiliti v pogajanja s stavko. Nasprotje socialnemu konfliktu je socialni mir.

### Socialna partnerja
Po prvi industrijski revoluciji v prvi polovici 19. stoletja, ko je tehnologija proizvodnje večinoma prešla z rokodelskega na strojni industrijski način, so se porušila dotedanja socialna razmerja in se v socialnem konfliktu začela oblikovati nova. Začenjal se je oblikovati koncept dvojnih socialnih partnerjev, ki zastopata konfliktna interesa na trgu dela – delodajalec/delodajalska združenja in delavci/sindikati. Sam izraz »socialni partner« pa se je v Evropi v zahodnih ne-socialističnih državah začel pojavljati po 2. svetovni vojni, ko so se ljudje začeli zavedati, kam lahko vodijo socialni konflikti na vseh področjih in zato pomena miru. Novi koncept socialnega partnerstva je pomagal pri obnovi v vojni porušenega gospodarstva. Vlade so se v procesu sprejemanja političnih odločitev začele tristransko posvetovati s sindikati in delodajalskimi organizacijami kot svojimi socialnimi partnerji. Socialno partnerstvo je postalo element evropskega socialnega modela. Pogodba o delovanju Evropske unije v 152. členu med drugim določa: »Unija priznava in spodbuja vlogo socialnih partnerjev na ravni Unije ob upoštevanju različnosti nacionalnih sistemov. Pospešuje dialog med socialnimi partnerji ob upoštevanju njihove avtonomije.«

### Socialni dialog in civilni dialog
Tristranski socialni dialog je dialog med vlado in reprezentativnimi organizacijami obojnih socialnih partnerjev. Civilni dialog med vlado in nevladnimi organizacijami ni socialni dialog.

## Dvostranski socialni dialog
Alternativa socialnemu konfliktu na trgu dela je dvostranski socialni dialog kot orodje za doseganje soglasja. Predpogoj zanj je obstoj močnih in neodvisnih sindikalnih in delodajalskih organizacij s pridobljenim znanjem in stvarno zmožnostjo sodelovati v socialnem dialogu. Socialni dialog je vedno strateška odločitev. Ključni vidik socialnega dialoga je partnerski pristop, kar pomeni prepoznavanje skupnega interesa in pripravljenost na konstruktiven dialog. Sindikati in združenja delodajalcev priznajo obstoj skupne težave ter se zavežejo k iskanju skupnih rešitev s pogajanji, ki se naj praviloma zaključijo s sklenitvijo kolektivne pogodbe. Uspešen izid pogajanj poveča članstvo v organizacijah obojnih socialnih partnerjev in s tem pogajalsko moč v naslednjem sporu.

## Tristranski socialni dialog

### Nacionalni tristranski socialni dialog
Poleg dvostranskega se je tudi v Sloveniji po njeni osamosvojitvi v letu 1991, olastninjenju družbene lastnine podjetij in prehodu na tržno gospodarstvo razvil tristranski socialni dialog med vlado in organizacijami obojnih socialnih partnerjev, reprezentativnih na ravni države. Socialnim partnerjem omogoča vpliv na vladne odločitve, vladi pa olajša doseganje zadanih gospodarskih in socialnih ciljev, zagotavlja več politične legitimnosti reform ter zmanjšuje tveganje socialnega konflikta. Dragocen ji je zlasti v času gospodarskih kriz in v reformnih obdobjih. Tristranski socialni dialog omogoča vključujoč demokratičen način sprejemanja političnih odločitev.  
Socialni dialog ni ustavna kategorija, čeprav Ustava Republike Slovenije določa pravico do svobodnega združevanja (42. člen) in sindikalno svobodo (72. člen). V Sloveniji je Ekonomsko-socialni svet (ESS) tristranski organ socialnih partnerjev in Vlade Republike Slovenije, prostovoljno ustanovljen zato, da obravnava vprašanja in ukrepe, povezane z ekonomsko in socialno politiko, in druga vprašanja, ki se nanašajo na posebna področja dogovarjanja partnerjev. Ustanovljen je bil 25. aprila 1994, ko je bil predsednik vlade dr. Janez Drnovšek. Odločitev za socialni dialog je bila eden od elementov tako imenovane zgodbe o uspehu Slovenije v času njegovih predsedniških mandatov. Dogovor o ustanovitvi je bil del Socialnega sporazuma med delodajalci, delojemalci in vlado za leto 1994. Sestavlja ga 15 članov, vanj imenujejo po 5 članov delodajalci, delojemalci in vlada. Od aprila 1994 do decembra 2020 je imel 334 sej, kar kaže, da so se koristi socialnega dialoga zavedale v tem obdobju - s krajšimi prekinitvami - vse vlade ne glede na sestavo vsakokratne vladajoče koalicije političnih strank. Sodelovanje v ESS oziroma v socialnem dialogu ostaja vsakokratna prostovoljna odločitev na vseh treh straneh. Pričakuje pa se, da vse strani verodostojno izvajajo prostovoljno prevzete zaveze.
Pravila o delovanju ESS so dogovorne narave. Določajo, da ESS obravnava temeljna ekonomska in socialna področja - socialni sporazum, proračunski memorandum in državni proračun, dokumenti v okviru evropskega semestra, ključni dokumenti s področja dela Mednarodne organizacije dela, Evropskega ekonomsko-socialnega odbora, Sveta Evrope ter sorodnih institucij v Evropski uniji in drugih mednarodnih organizacijah, ključni dokumenti na področju evropske kohezijske politike, sistemska zakonodaja in ključni dokumenti s področja socialnih pravic in pravic iz obveznih zavarovanj, delovnih razmerij, trga dela, zaposlovanja in varnosti in zdravja pri delu, ekonomske in davčne politike, pravne varnosti, vzgoje in izobraževanja ter usposabljanja, zdravstva, gospodarskega položaja in razvoja Slovenije, soupravljanja, sindikalnih pravic in svoboščin ter ključne nacionalne strategije. Poleg področij, ki zadevajo tripartitno sodelovanje, lahko ESS obravnava tudi druge zadeve, ki niso predmet tripartitnega sporazumevanja, se pa nanašajo na področje ekonomsko-socialnih zadev, če o tem odloči kolegij ESS. Kot pomemben deležnik sodeluje pri pripravi predpisov že pred začetkom javne obravnave in med njo na način, da oblikuje stališča, mnenja in priporočila k delovnim gradivom, osnutkom in predlogom zakonov, uredb in odredb s področja delovanja ESS, katerih predlagatelj je Vlada Republike Slovenije, sodeluje pred sprejetjem mnenja Vlade Republike Slovenije o predlogih zakonov s področja delovanja ESS, ki jih v državni zbor vložijo drugi upravičeni predlagatelji na način, da oblikuje stališča, mnenja in priporočila k predlogom zakonov ter daje pobude za sprejetje novih predpisov ali spremembo veljavnih.
Predpisi določajo tudi, da so predstavniki reprezentativnih organizacij socialnih partnerjev izvoljeni v sestavo organov upravljanja zavodov, ki izvajajo obvezna socialna zavarovanja1, kjer legitimno zastopajo interes plačnikov obveznih prispevkov teh zavarovanj - to je delavcev kot zavarovancev (sindikati) in zavezancev za plačilo prispevkov (delodajalci). Po štirje predstavniki sindikatov in delodajalskih organizacij so tudi izvoljeni v sestavo Državnega sveta Republike Slovenije.

### Evropski tristranski socialni dialog
Socialni dialog je element evropskega socialnega modela, zato 11. člen Pogodbe o Evropski uniji določa, da institucije EU dajejo državljanom in predstavniškim združenjem na ustrezen način možnost izražanja in javne izmenjave mnenj glede vseh področij delovanja Unije ter da institucije EU vzdržujejo odprt, pregleden in reden dialog s predstavniškimi združenji in civilno družbo. Ta načela so vgrajena tudi v Listino o temeljnih pravicah Evropske unije, ki vključuje pravico delavcev do informiranja in posvetovanja znotraj podjetja kot tudi pravico do kolektivnih pogajanj in ukrepanja (člena 27 in 28).
Pogodba o delovanju Evropske unije pa določa zakonodajni postopek z obveznim upoštevanjem socialnega dialoga na dva različna načina. V členih 301 do 302 določa sestavo največ 350-članskega Ekonomsko-socialnega odbora, v katerega države članice predlagajo zastopnike najbolj reprezentativnih nacionalnih organizacij socialnih partnerjev in zastopnike nevladnih organizacij. Slovenija imenuje predstavnike slovenskih socialnih partnerjev po posvetovanju z ESS. Pogodba v vrsti členov določa, kdaj je v zakonodajnem postopku EU obvezno posvetovanje z Ekonomsko-socialnim odborom.
Pogodba o delovanju Evropske unije nadalje v členih 155 do 156 določa tudi, da je naloga Evropske komisije, da spodbuja posvetovanja med socialnimi partnerji na ravni Unije in zato sprejme vse ustrezne ukrepe za olajšanje njihovega dialoga, pri čemer partnerjem zagotovi uravnoteženo podporo. Med te ukrepe sodi tudi sofinanciranje delovanja institucij socialnih partnerjev na ravni EU2 in s tem priznava koristnost socialnega dialoga za delovanje EU. Nadalje Pogodba o delovanju EU določa kot obvezno fazo zakonodajnega postopka na področju socialne politike dvofazno posvetovanje s socialnimi partnerji na ravni EU o možni usmeritvi ukrepov Unije. Če po prvih posvetovanjih Komisija oceni, da so ukrepi Unije priporočljivi, se s socialnimi partnerji v drugi fazi posvetuje še o vsebini predvidenega predloga. Socialni partnerji predložijo Komisiji mnenje ali, kadar je to primerno, priporočilo. Če socialni partnerji tako želijo, lahko dialog med njimi na ravni Unije privede do pogodbenih razmerij, tudi sporazumov. Sporazumi, sklenjeni na ravni Unije, se izvajajo bodisi v skladu s postopki in prakso socialnih partnerjev in držav članic bodisi v zadevah iz člena 153 kot direktiva EU na skupno zahtevo obojnih organizacij socialnih partnerjev na ravni EU.
Načela tristranskega socialnega dialoga na ravni EU so udejanjena tudi v  tristranski sestavi organov upravljanja tistih agencij EU in svetovalnih organov Evropske komisije, katerih področje se tiče trga dela3. Slovenija v njihovo sestavo imenuje predstavnike nacionalnih socialnih partnerjev po posvetovanju v ESS.

### Mednarodni tristranski socialni dialog
Tristranski socialni dialog je tudi temelj delovanja Mednarodne organizacije za delo (ILO) z njeno tripartitno strukturo. Za vsakoletno junijsko konferenco ILO Slovenija imenuje predstavnike slovenskih socialnih partnerjev po posvetovanju z ESS. Konvencije in priporočila MOD, ki so najpomembnejši za socialni dialog, so Konvencija št. 144 o tristranskih posvetovanjih s priporočilom št. 152, Konvencija št. 87 o sindikalni svobodi in pravici do organiziranja ter Konvencija št. 98 o kolektivnem dogovarjanju in pravici organiziranja.